# معهد يريفان الحكومي للمسرح والتصوير السينمائي
معهد يريفان الحكومي للمسرح والتصوير السينمائي (يسيتك) (بالأرمنية: Երևանի թատրոնի և կինոյի պետական ինստիտուտ) هي جامعة حكومية ومؤسسة للتعليم العالي مقرها في يريفان، عاصمة أرمينيا. تأسست الجامعة في عام 1944 باسم معهد يريفان الحكومي للفنون المسرحية، في عام 1953، وقد اتحدت مع أكاديمية الدولة للفنون الجميلة في أرمينيا وعملت كجزء من معهد يريفان الحكومي للفنون والمسرح حتى عام 1994. في عام 1994 تم تقسيم الدولة للفنون والمسرح في يريفان إلى أكاديمية الدولة للفنون الجميلة ومعهد يريفان الحكومي للمسرح، أصبح المعهد مؤسسة مستقلة ويعمل حتى يومنا هذا كمعهد الدولة للمسرح والتصوير السينمائي في يريفان.

## التاريخ
يعود تاريخ المسرح في أرمينيا إلى قرون مضت ويعود إلى الطقوس الوثنية، على سبيل المثال، عبادة الموت وقيامة الله جيسان - آرا الجميلة والاحتفال بقدوم الربيع تكريماً للخصوبة والإلهة الشافية أناهيت. كانت العديد من الكتب بمثابة قاعدة لمزيد من التطوير للمسرح الاحترافي. تأسَّس المعهد في عام 1944 باسم معهد يريفان الحكومي للفنون المسرحية.</br> كان للمعهد ثلاثة أقسام:
- مهارة التمثيل
- توجيه
- دراسات الدراما

منذ عام 1950 انخفض عدد المنتسبين (بسبب الحرب العالمية الثانية ). نتيجة لذلك قررت الحكومة دمج معهدين - معهد يريفان الحكومي للفنون المسرحية وأكاديمية الدولة للفنون الجميلة في أرمينيا. نتيجة لذلك، في عام 1953، تم إنشاء معهد جديد وأطلق عليه اسم معهد يريفان الحكومي للفنون والمسرح الذي استمر حتى عام 1994.
في عام 1994 بعد استقلال أرمينيا وبسبب التغييرات السياسية، قررت الحكومة تقسيم المعهد إلى مؤسستين منفصلتين - أكاديمية الدولة للفنون الجميلة في أرمينيا ومعهد يريفان الحكومي للمسرح. ڜفي عام 1999، تمت إعادة هيكلة المعهد وأصبح معروفًا باسم معهد يريفان الحكومي للمسرح والتصوير السينمائي، مع توسع كبير في تخصصاته.

## التخصصات
يوجد بالجامعة 12 تخصص رئيسي:
- التمثيل: ممثل أو ممثلة في الدراما أو المسرح الموسيقي، والتمثيل الإيمائي، وفن الدمى، والتلفزيون والسيرك.
- الإخراج المسرحي: مخرج مسرحي، مخرج فيلم
- الرقص
- التصوير السينمائي: مخرج أفلام، مخرج أفلام وثائقية، مخرج أفلام رسوم متحركة، مخرج أفلام، مخرج تلفزيوني، مهندس صوت
- دراسات الدراما
- دراسات الافلام
- المؤلفات
- المشغل أو العامل
- الفنون البصرية: سينوغرافيا، مخرج فني، ضرب [15]
- العمل الاجتماعي والثقافي (إدارة الفن)
- الفن الرقمي، هندسة الكمبيوتر
- تصميم الأزياء
- والعديد من التخصصات الثانوية

## الكليّات
تضم الجامعة حاليًا 3 كليات:
- كلية المسرح.[16]
- كلية السينما والتلفزيون والرسوم المتحركة.[17]
- كلية تاريخ الفن والنظرية والإدارة (إدارة الفنون).[18]

### كلية المسرح
تم افتتاح القسم عام 2011 نتيجة إعادة هيكلة كلية المسرح والتصوير السينمائي. الإختصاصات:
- ممثل مسرح الدراما
- ممثل المسرح الموسيقي
- ممثل التمثيل الإيمائي
- محرك العرائس
- ممثل الأحداث الجماهيرية
- يستضيف
- مدير مسرح الدراما
- مدير المسرح الموسيقي
- مدير الأحداث الجماهيرية
- مدير فن العرائس

#### الصوتيات
- التمثيل والتوجيه
- حركة المرحلة والتدريب الصوتي

### كلية السينما والتلفزيون والرسوم المتحركة
تأسست الكلية عام 2011. مجالات اختصاصها هي كالتالي:
- تصوير سينمائي
- مشغل الكاميرا
- تلوين

الإختصاصات:
- مخرج فيلم
- مدير أفلام وثائقية
- مدير تلفزيون
- مهندس صوت
- مشغل الكاميرا
- ديكور المشهد
- مجموعة الديكور
- تصميم الأزياء

تتكون الكلية من كرسيين:
- السينما والتلفزيون
- الفنون الجميلة والرسوم المتحركة

#### التصوير السينمائي والتليفزيون
تأسست منصّة التصوير السينمائي والتليفزيون في عام 2001، بعد إعادة الهيكلة في عام 2011 أصبحت تعرف كرئيسة التصوير السينمائي والتلفزيون. الإختصاصات:
- مخرج فيلم
- مدير أفلام وثائقية
- مدير أفلام الرسوم المتحركة
- مدير تلفزيون
- مدير اعلانات ومدير فيديو كليبات
- مهندس صوت
- مشغل الكاميرا

#### الفنون الجميلة والرسوم المتحركة
تأسست كرسي الفنون الجميلة والرسوم المتحركة في عام 2011. الإختصاصات:
- سينوغرافيا
- مجموعة الديكور
- الرسوم المتحركة

### كلية تاريخ الفن والنظرية والإدارة
تأسست كلية تاريخ الفن والنظرية والإدارة عام 2011. وتتكون من الكراسي التالية:
- تاريخ الفن والنظرية
- إدارة الفن والسياسة الثقافية
- العلوم الاجتماعية

الإختصاصات:
- دراسات الدراما
- دراسات الافلام
- المؤلفات
- العمل الاجتماعي والثقافي (إدارة الفن)

#### تاريخ الفنّ
يغطي الكرسي عدة مجالات للدراسات الفنية:
- مسرح
- تصوير سينمائي
- تاريخ الفنون الجميلة والموسيقى
- المؤلفات

الإختصاصات:
- دراسات الدراما
- دراسات الأفلام (برنامج الماجستير)
- الأدب (برنامج البكالوريوس)
- التمثيل
- توجيه
- مصمم الرقصات
- مشغل الكاميرا
- العمل الاجتماعي والثقافي
- سينوغرافيا

#### إدارة الفن والسياسة الثقافية
تأسس كرسي في عام 2011 ورئيس مشترك للإدارة الاجتماعية والثقافية، التي تأسست في عام 2003. الإختصاصات:
- إدارة فنية
- تاريخ الإعلان
- العلاقات العامة
- تسويق
- اقتصاديات
- دراسات بيئية
- فقه
- علم اجتماع الفن
- تاريخ المسرح
- الإدارة والاتصال

#### كرسي العلوم الاجتماعية
تم إنشاء الكرسي في عام 1944. يشمل البرنامج الأكاديمي المواد التالية:
- تاريخ الأدب الأرمني
- تاريخ الأدب الروسي
- اللغة الأرمنية
- اللغة الروسية
- لغة اجنبية
- فلسفة
- الميثولوجيا
- النظرية الأدبية
- اللغويات
- تاريخ الأديان
- علم نفس الفن
- علم الثقافة
- طقوس

في عام 2014، تم تأسيس هيئة التدريس بدوام جزئي للتعليم عن بعد مع تخصصات إخراج الكوريغرافيا والفنون السينمائية والنشاط الاجتماعي والثقافي.

## برامج تعليمية
اعتبارًا من عام 2015، تم تسجيل 795 طالبًا في الجامعة الرئيسية و 214 طالبًا في الفروع. لدى الجامعة خياران للعملية التعليمية للحصول على درجة من مستويين (البكالوريوس والماجستير، 4 و 2 سنوات وفقًا لذلك):
- وقت كامل
- خارج أسوار.

هناك أيضًا دراسات عليا (بدوام كامل وخارجي). يتعاون المعهد مع العديد من الجامعات الدولية. يشارك الطلاب في المسابقات والمهرجانات الفنية الحكومية والدولية وغالبًا ما يصبحون فائزين بجوائز. منذ 1961 الطلاب الدوليين بما في ذلك الأرمن من الشتات (من عند روسيا، الولايات المتحدة، جورجيا، سوريا، لبنان، إيران، الأردن، بلغاريا، إلخ.) التسجيل في الجامعة.
يتم تنظيم العملية التعليمية في قاعات متخصصة وورش عمل وأجنحة وسينما وصالات فيديو. يوجد 225 مكانًا في المسرح الطلابي. هذا مسرح مرجعي يعمل على مدار السنة. تحتوي المعاهد على مجموعة غنية من أكثر من 40.000 كتاب متخصص في مكتبتها، بالإضافة إلى الأفلام ومقاطع الفيديو. يصدر المعهد مجلة شهرية «هاندز» (بالأرمنية: «Հանդես») يتضمَّنُ مقالات علمية ومنهجية للأساتذة والطلاب.

## الفروع
المعهد له فروع في ثلاث مدن من الجمهورية:
- غيومري
- فانادزور
- جوريس

### المعهد في كيومري
تتم العملية التعليمية على التخصصات التالية:
- التمثيل (ممثل في المسرح والسينما).
- مدير مسرح الدراما
- مدير التلفزيون
- مشغل الكاميرا (مشغل سينما)
- الكوريغرافيا
- سينوغرافيا (مجموعة الديكور)

يدرس في الجامعة حوالي 110 طالبًا (بدوام كامل وخارج أسوار). منذ العام الدراسي 2007-2008 توفر الجامعة برامج تعليمية على مرحلتين - البكالوريوس والماجستير. نفذت الجامعة نظام الائتمان الأكاديمي. يتم تنظيم العملية التعليمية بناءً على الخطط والبرامج المعتمدة من قبل الجامعة الرئيسية وبما يتوافق مع اللوائح الحديثة.
كراسي جلوس:
- التمثيل والتوجيه
- تصوير سينمائي
- تاريخ الفن
- العلوم الاجتماعية

جزء كبير من العملية التعليمية هو المسرح الطلابي. ينظم المعهد مسابقات متخصصة - الخطاب، الغناء، الرقص، «أفضل ثنائي تمثيلي»، «أفضل إخراج»، «أفضل تصوير». بعد الانتهاء من الدورات التدريبية، يجد الطلاب وظائف في مسرح جيومري دراما الذي يحمل اسم في أجيميان، ومسرح جيومري بوبرتي الذي يحمل اسم سي أليخانيان وشركات الراديو والتليفزيون. يواصل العديد من الطلاب تعليمهم في برامج الدراسات العليا. يوجد قسم تحضيري.

### المعهد في فانادزور
تأسس فرع فانادزور بالقرار الحكومي №1283 في عام 2003. الإختصاصات:
- التمثيل - 6 طلاب
- إخراج - 6 طلاب

في العام الدراسي 2005-2006 تم افتتاح قسم التصوير السينمائي. في عام 2008-2009، تم افتتاح أقسام الكوريغرافيا ومشغل الكاميرا، في 2010-2011، الإدارة الفنية وفي 2011-2012 تم افتتاح برامج الماجستير في مجالات التمثيل والإخراج والتصوير السينمائي. بحلول عام 2012، تخرج 55 طالبًا وفي عام 2012-16 طالبًا تخرجوا من المعهد. حاليا 78 طالبا مسجلين في الجامعة.

### المعهد في جوريس
تأسس فرع غوريس بموجب القرار الحكومي №547 في عام 2004. في عام 2007 تم تسجيل المعهد.
تتم العملية التعليمية على التخصصات التالية:
- التمثيل
- توجيه
- الكوريغرافيا
- مشغل الكاميرا.

تم إجراء عملية التقديم الأولى فقط في قسم التمثيل. في العام الدراسي 2004-2005، التحق 10 طلاب بالمعهد، 2005-2006-9 طلاب، 2006-2007-5 طلاب، 2007-2008-8 طلاب، 2008-2009-4 طلاب، 2009-2010-7 طلاب، 2010- 2011 - 4 طلاب، 2011-2012 - 12 طالبًا. الآن 25 طالب وطالبة يدرسون في المعهد.
كانت العروض التالية عبارة عن مراحل كأعمال نهائية:
- عيد الميلاد في منزل كابيلو - إدواردو دي فيليبو
- مرحبا بالخارج!، لاعبي بينج بونج، الجوعون - ويليام سارويان
- الطفل المعجزة - ز. خالطيان
- سارق منتصف الليل - ميتروفيتش
- استمع إلى القيصر، السيد والخادم، القط والكلب التي تستند إلى القصص الخيالية التي كتبها هوفانيس تومانيان
- خطيب أجنبي، عندما لا عيون في المنزل - أرامشوت بابيان
- العقيد بيرد - خريستو بويشيف

في مهرجان المسرح في لوري، حصل طلاب الجامعة على جوائز في الفئات التالية:
- أفضل فرقة
- أفضل ممثل شاب
- أفضل ممثلة شابة

## إدارة الجامعة وأعضاء هيئة التدريس
يضم أعضاء هيئة التدريس بالجامعة أفضل فناني الجمهورية، المعروفين ليس فقط في البلاد ولكن حتى أبعد من ذلك - فنانين مشهورين وحائزين على جوائز في المسابقات الدولية وجوائز الدولة بالإضافة إلى 39 أستاذًا و 38 طبيبًا و 102 محاضرًا ومعلمًا.

### العمداء
- فافيك فارتانيان (1949-1952)
- آرا سركسيان (1953-1959)
- مارتن زاريان (1959-19 (؟))
- فاغن مكرتشيان (19 (؟) - 1994)
- فاهي شاهفيرديان (1994-1997)
- سوس سركسيان (1997-2005)
- هراتشيا جاسباريان (2005-2010)
- أرمين مازمانيان (2010-2014)
- ديفيد موراديان (2014 إلى الوقت الحاضر)

### أعضاء هيئة التدريس
على مر السنين تدرس العديد من الفنانين المعروفين في الجامعة أو بعض من خريجي أصبح الفنانين البارزين بما في ذلك فيكتور أباجان، خورين أبراهاميان، فاغارش فاغارشيان، أرمين جولاكيان، ألكسي دجيفيغلوف، فهرام زريان، كارين كوتشاريان، هنريك ماليان، يرفاند ماناريان، جودج مانوكيان، فرونزيك مكرتشيان، فلاديمير مصريان، إدوارد مرادان، نيرسيس هوفهانيسيان، مايكل بوجوسيان، سمير رزيف، ميتاكسيا سيمونيان، تيغران شاميرهانيان، آرثر البكيان وإدغار البكيان.